# María Barilla
María Varilla (Ciénaga de Oro, 1887-Montería, 1940) fue una bailarina y activista colombiana de ascendencia italiana . Su nombre fue María de los Ángeles y su apellido original parece haber sido Tapias, por ser éste el de su madre, pero es conocida artística y popularmente como María Varilla. Fue una bailarina y activista sinuana que trascendió en la cultura Caribe, especialmente en la Sinuana, por sus encantos y habilidades naturales para el baile. Era una mujer que no habituaba a leer.
Sus ámbitos musicales fueron esencialmente el porro y el fandango, aunque también trascendió por sus habilidades para bailar otros aires caribeños y afrocaribeños surgidos en los pueblos a los lados de los ríos Sinú y San Jorge.

## Primeros años
María Barilla está considerada como la mejor bailadora de fandango de todos los tiempos y su nombre ha alcanzado niveles míticos. Estuvo desde niña ligada a la cultura popular y a los aires musicales propios de la región del Sinú. Su madre, Evangelina Tapias, quien se ganaba la vida como empleada del servicio doméstico, influyó mucho en la vocación de su hija, especialmente en los primeros años de su vida.

Evangelina Tapias y sus tres pequeños hijos: Félix Sierra, Manuela Casarrubia y María de los Ángeles (María Barilla) llegaron a Montería procedente de Ciénaga de Oro, y entraron como matriculados al servicio de la familia Berrocal en la finca Las Majaguas, donde creció la futura bailadora de porro.

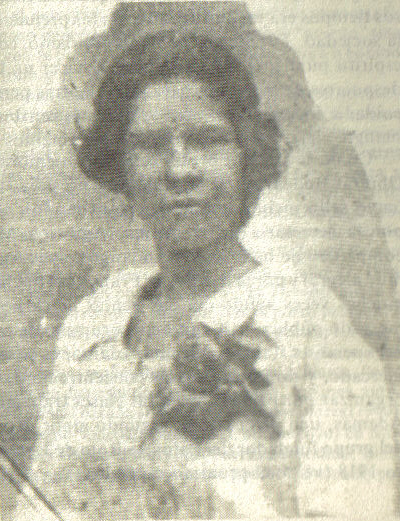
María Barilla en el año de 1922.

## Vida amorosa
María de los Ángeles Tapias vivió en la finca Las Majaguas hasta los 16 años, cuando conoció a Perico Barilla, hijo de crianza de Vival Barilla y Cenobia Montesinos. Es a partir de entonces cuando ella cambia su apellido materno (Tapias) por el de su compañero (Barilla), porque este último era "un apellido más alegre y sonoro". Este cambio de apellido fue refrendado por sus amigos y la gente en general. Su relación sentimental con este fulano Barilla, no obstante, fue de corta duración. Al terminar con el hombre de quien tomó el apellido, María Barilla tuvo otra relación sentimental con Antonio Fuentes, un machetero de Cereté con quien tuvo un hijo, Francisco, el 31 de diciembre de 1912.

## Vida pública
Además de bailadora de fandango, María Barilla era una trabajadora del servicio doméstico, sensible y comprometida con los grandes problemas que aquejaron a la sociedad donde vivía. De hecho, su nombre ha sido extensamente ligado con el dirigente sindical Vicente Ádamo y la precursora del movimiento feminista en Montería, la campesina Juana Julia Guzmán.

## Trascendencia
Resulta difícil explicar el proceso social mediante el cual María de los Ángeles Barilla llegó a ser el símbolo musical sinuano por antonomasia. Sin embargo, el primer aspecto a considerar es sin duda el hecho de que, entre tanto porro que se tocaba en las fiestas patronales de principios de siglo XX en los pueblos del Sinú, había una melodía en especial que ella distinguía. Esa melodía había sido compuesta por un músico del Bajo Sinú de apellido Paternina, (Primo Alberto Paternina Olivero) un músico y compositor nacido en San Pelayo en el año de 1892 y Director la Banda "Arribana" de San Pelayo y, quien una tarde de 1918 en Mocarí, le preguntó a la bailarina "Mayo, ¿qué quieres de mí?" y ella le contestó: "!Toca mi porro, el que me gusta!". De ahí en adelante aquel porro pasó a ser " el porro que le gustaba a María Barilla" y, tiempo después, cuando los músicos fueron a grabar la canción, se acordaron de la bailadora y le pusieron su nombre en honor a ella."..Por eso, en ese pueblo del Sinú, de tanta raigambre indígena, queda todavía la memoria de aquel hecho:
".La fiesta de Mocarí
lo famosa que quedó...
Más famosa es María Barilla
que la fama "e Mocarí.".
Actualmente, el porro María Barilla es considerado uno de los más hermosos del acervo de este género musical y, es considerado actualmente, el segundo himno o himno popular del Departamento de Córdoba. En el Festival del Porro en San Pelayo, Córdoba, María Barilla es el primer porro que interpreta la Gran Banda Pelayera, conformada por músicos de diversas bandas, en la alborada.   
La mejor contribución de María Barilla al porro y a la cultura sinuana fue que, con su elegancia para bailar consiguió popularizarlo y elevar su categoría. Considerada como una bailadora espléndida por su elegancia, gracia y personalidad. María Barilla murió en ¿julio? de 1940 en Montería y sus restos descansan en el cementerio central de Montería.